# Chalcopasta chalcophanis
Chalcopasta chalcophanis är en fjärilsart som beskrevs av Dyar 1918. Chalcopasta chalcophanis ingår i släktet Chalcopasta och familjen nattflyn. Inga underarter finns listade i Catalogue of Life.